# Liriomyza taraxaci
Liriomyza taraxaci är en tvåvingeart som beskrevs av Erich Martin Hering 1927. Liriomyza taraxaci ingår i släktet Liriomyza och familjen minerarflugor. Arten är reproducerande i Sverige. Inga underarter finns listade i Catalogue of Life.